# Vassili Grabine
Vassili Gavrilovitch Grabine (en russe : Василий Гаврилович Грабин), né le 28 décembre 1899 (9 janvier 1900 dans le calendrier grégorien) dans un village de l'oblast du Kouban (Empire russe) et décédé le 18 avril 1980 à Korolev, dans l'oblast de Moscou (Union soviétique), est un concepteur et constructeur soviétique de pièces d'artillerie. 

## Biographie
Vassili Grabine dirigea un bureau de conception (TsAKB) de matériel militaire, spécialisé dans les blindés et l'artillerie, à l'Usine Staline no 92 située à Gorki (aujourd'hui le Nizhny Novgorod Machine-building Plant (en) a Nijni Novgorod).
Grabine fut le principal concepteur du ZiS-3, un canon divisionnaire de campagne de 76,2 mm. Le ZiS-3 fut l'un des meilleurs canons de la Seconde Guerre mondiale et le premier par le nombre d'exemplaires fabriqués (plus de 103 000).
Grabine fut le premier ingénieur à prendre en compte l'ergonomie dans la construction des canons — avant même que l'ergonomie n'apparaisse. Ainsi, dans les années 1930, il employa des physiologistes pour optimiser la conception des canons.

## Sources
- (en) Cet article est partiellement ou en totalité issu de l’article de Wikipédia en anglais intitulé « Vasiliy Grabin » (voir la liste des auteurs).